# George Howard, 7. hrabě z Carlisle
George William Frederick Howard, 7. hrabě z Carlisle (George William Howard, 7th Earl of Carlisle, 7th Viscount Morpeth, 7th Baron Dacre of Gillesland) (18. dubna 1802, Londýn, Anglie – 5. prosince 1864, Castle Howard, Anglie) byl britský státník ze starobylého rodu Howardů. Vynikl jako parlamentní řečník Liberální strany, uplatnil se také jako spisovatel a ve správě univerzity v Aberdeenu. Jako dědic rodových titulů byl od roku 1848 členem Sněmovny lordů, několikrát byl členem vlády, dvakrát zastával funkci irského místokrále.

## Kariéra
Byl nejstarším synem 6. hraběte z Carlisle. Po středoškolském vzdělání v Etonu vynikl za studií v Oxfordu, poté cestoval po Evropě (1823–1824), v letech 1826–1841 a 1846–1848 byl členem Dolní sněmovny, v politice patřil k whigům. V roce 1826 doprovázel svého strýce vévodu z Devonshire do Ruska na korunovaci cara Mikuláše I. V letech 1835–1841 byl státním sekretářem pro Irsko, od roku 1835 byl zároveň členem britské a irské Tajné rady. Od roku 1847 byl lordem-místodržitelem ve východním Yorku. V roce 1848 po otci zdědil rodové tituly a vstoupil do Sněmovny lordů (do té doby vystupoval pod jménem vikomt Morpeth). Mezitím vstoupil do vlády jako vrchní komisař státních lesů, zároveň byl předsedou vládní komise pro urbanistický rozvoj Londýna (1846–1849), v letech 1848-1849 zastával i post prezidenta úřadu pro zdravotnictví. V letech 1850–1852 byl lordem kancléřem vévodství lancasterského. V Palmerstonových vládách zastával dvakrát funkci místokrále v Irsku (1855–1858 a 1859–1864). V roce 1855 získal Podvazkový řád.
Byl svobodný a zemřel bez potomstva, rodové tituly zdědil jeho mladší bratr William George Howard (1808-1889), absolvent oxfordské univerzity a duchovní.